# Bright Star
Bright Star és una pel·lícula de 2009 coproduïda pel Regne Unit, Austràlia i França i dirigida per Jane Campion. Es basa en els últims anys del poeta romàntic John Keats i en la relació amorosa que va mantenir amb Fanny Brawne.
Va optar a l'Oscar i al BAFTA al millor vestuari de 2010, però no va aconseguir cap dels dos premis. La directora neozelandesa també havia estat nominada a la Palma d'Or del Festival Internacional de Cinema de Canes l'any anterior. La pel·lícula es va doblar al català.

## Argument
Fanny, una noia extravertida i elegant de Hampstead interessada en l'alta costura, coneix Keats quan va a Wentworth Place a visitar al Sr. Brown, un poeta veí de la família amb qui no manté una bona relació i que tot just ha arribat d'un viatge per Escòcia. A ella no li interessa la poesia, i Keats opina de Fanny que és massa frívola; aviat, però, ella descobreix que el jove poeta té cura del seu germà malalt i sent curiositat per la seva obra. En demanar-li que li ensenyi a entendre la poesia aquest accedeix, començant a passar més temps junts; la poesia comença a actuar com a remei per a les seves diferències i dona força al seu apassionat enamorament.
Tant la mare d'ella com el millor amic d'ell s'oposen a la relació, però ells segueixen endavant amb la seva història intensament, enfortint-la i aliens als problemes i a la resta d'opinions. Poc després de comprometre's Keats, malalt de tuberculosi, ha de marxar a Nàpols cercant un clima més agradable, per tal que el dur hivern anglès no empitjori el seu dèbil estat de salut.
Finalment, el poeta mor a Roma el 23 de febrer i Fanny haurà d'enfrontar la vida sense ell.

## Repartiment
| - Abbie Cornish: Fanny Brawne - Ben Whishaw: John Keats - Paul Schneider: Charles Armitage Brown, el millor amic de John Keats - Kerry Fox: Sra. Brawne, mare de Fanny - Thomas Sangster: Samuel Brawne, germà de Fanny - Edie Martin: Toots Brawne, germana de Fanny - Claudie Blakley: Maria Dilke - Gerard Monaco: Charles Dilke - Antonia Campbell-Hughes: Abigail |

## Nominacions
Nominacions
- 2009: Palma d'Or del Festival Internacional de Cinema de Canes per Jane Campion
- 2009: Satellite a la millor pel·lícula dramàtica
- 2009: Satellite a la millor actriu per Abbie Cornish
- 2009: Satellite al millor director per Jane Campion
- 2009: Satellite al millor guió original per Jane Campion
- 2010: Oscar al millor vestuari per Janet Patterson
- 2010: BAFTA al millor vestuari per Janet Patterson
- 2010: César a la millor pel·lícula estrangera per Jane Campion